# Чиба
Чиба е град в Централна Япония в префектура Чиба. Намира се на 40 km източно от центъра на Токио на Токийския залив. Населението му е 977 247 жители (по приблизителна оценка от октомври 2018 г.). Площта му е 272,08 km². Чиба е основан на 1 януари 1921 г., а получава статут на град на 1 април 1992 г. Към 31 март 2007 г. има регистрирани 19 135 чужди жители в града или 2% от населението. Градът разполага със зоологическа градина и с професионални спортни отбори по футбол и бейзбол. Градът ползва две летища.

## Побратимени градове
- Асунсион
- Кесон Сити
- Монтрьо
- Тиендзин
- Хюстън